# Xã Tekonsha, Michigan
Xã Tekonsha (tiếng Anh: Tekonsha Township) là một xã thuộc quận Calhoun, tiểu bang Michigan, Hoa Kỳ. Năm 2010, dân số của xã này là 1.645 người.